# Xã Oberon, Quận Benson, Bắc Dakota
Xã Oberon (tiếng Anh: Oberon Township) là một xã thuộc quận Benson, tiểu bang Bắc Dakota, Hoa Kỳ. Năm 2010, dân số của xã này là 67 người.